# Lászlóffy Kata
Lászlóffy Kata (Budapest, 1928. január 29. – Párizs, 1962. március 20.) magyar színésznő, műfordító.

## Életpályája
A budapesti tudományegyetem bölcsészkarán kezdte, majd 1948-ban a Színház- és Filmművészeti Főiskolán folytatta tanulmányait, ahol 1952-ben szerzett oklevelet. Először a debreceni Csokonai Színház (1952–1954), majd 1954-ben a Szegedi Nemzeti Színház tagja volt. 1955-ben Budapestre került a Néphadsereg Színházához. Színészi munkája mellett mint előadóművész és mint műfordító is dolgozott. Lefordította Christopher Moore: Ördögöd van című regényét, Katherine Anne Porter:
Fakó ló fakó lovasa című novellákat és elbeszéléseket tartalmazó könyvét és Karl Zuckmayer: A köpenicki kapitány című mesejátékát (1959) is. Öngyilkos lett.
Sírja a Farkasréti temetőben található (10/4 (10/B)-1-37).

## Színházi szerepei
A Színházi Adattárban regisztrált bemutatóinak száma: 38.
- Sarkadi Imre: Út a tanyákról....Szerbné
- Tur: Villa a mellékutcában....Eva Grant
- Illyés Gyula: Fáklyaláng....Kossuthné
- Molière: A nők iskolája....Georgette
- Nyikolaj Vasziljevics Gogol: A revizor....Lakatosné
- Vincze Ottó: Boci-boci tarka....Tajtiné
- Friedrich Schiller: Ármány és szerelem....Lady Milford
- Móricz Zsigmond: Rokonok....Lina
- Csiky Gergely: Mákvirágok....Elza
- Makszim Gorkij: Kispolgárok....Tatjána
- Kipphardt: Shakespeare kerestetik....Mellin
- Benjamin Jonson: Volpone, avagy a pénz komédiája....Canina
- Jókai Mór: A kőszívű ember fiai....Remigia nővér
- Valentyin Petrovics Katajev: Bolond vasárnap....Igazgatónő
- Eduardo De Filippo: Vannak még kísértetek....Mária
- Anton Pavlovics Csehov: Sirály....Polina
- József Attila: József Attila-est....
- Gerhart Hauptmann: Naplemente előtt....Paula
- Nagy Lajos: Nagy Lajos-est....
- Pavel Kohout: Ilyen nagy szerelem....Feleség
- Radnóti Miklós: Radnóti Miklós-est (Dalok tüzes szekerén sorozat)....
- Eduardo De Filippo: Az én családom....Micelle
- Arisztophanész: Lysistraté....Kleoniké
- Friedrich Dürrenmatt: Az öreg hölgy látogatása....Első sajtótudósító
- Lev Nyikolajevics Tolsztoj: Háború és béke....Marja
- Edmond Rostand: Cyrano de Bergerac....Mater Margharite
- Lawrence-Lee: Aki szelet vet....Mrs. Krebs
- Duras: Gát a Csendes-óceánon....Carmen
- Johann Wolfgang von Goethe: Faust....Teher
- Planquette: A Corneville-i harangok....Ponette
- Georges Feydeau: Osztrigás Mici....De Valmonté hercegné
- Madách Imre: Az ember tragédiája....Egy anya

## Filmjei
- Játék a szerelemmel (1959)
- Az államügyész (1960, tévéfilm)
- Fűre lépni szabad (1960)

## Műfordításai
- Christopher Moore: Ördögöd van
- Katherine Anne Porter: Fakó ló fakó lovasa
- Karl Zuckmayer: A köpenicki kapitány